# Amy du Plessis
Pour les articles homonymes, voir Plessis (homonymie).

a Compétitions nationales et continentales officielles uniquement.

b Matchs officiels uniquement.
Dernière mise à jour le 16 avril 2025.
Amy du Plessis, née le 7 juillet 1999 à Newcastle (Afrique du Sud), est une joueuse internationale néo-zélandaise de rugby à XV, évoluant au poste de centre. Licenciée au Christchurch Rugby Club, elle représente la province de Canterbury en Farah Palmer Cup et joue avec la franchise du Matatū en Super Rugby Aupiki.

## Biographie
Amy du Plessis naît le 7 juillet 1999 à Newcastle dans le KwaZulu-Natal en Afrique du Sud. Elle a sept ans quand ses parents migrent en Nouvelle-Zélande, à Invercargill. Elle commence la pratique du rugby à XV à la Southland Girls' High School (en), où elle se fait remarquer avec un titre national scolaire en 2016.
En 2020, elle commence à être appelée lors des stages nationaux, disputant notamment le match entre Barbarians et Black Ferns en 2020, pendant la pandémie de Covid-19.
En 2022, elle joue pour la franchise de Matatū. Elle fait ses débuts internationaux contre le Canada lors de la Pacific Four Series. Elle gagne également la Farah Palmer Cup avec Canterbury contre Auckland. Elle compte trois sélections en équipe nationale quand elle est retenue en septembre pour disputer la Coupe du monde organisée en Nouvelle-Zélande et qui se conclut par un titre mondial.
Elle commence la saison 2023 par un titre en Super Rugby Aupiki. Elle remporte en suivant la Pacific Four Series où elle s'illustre notamment avec un triplé contre le Canada. Il s'agit d'ailleurs de la centième victoire de l'histoire des Black Ferns. À l'automne, elle participe, toujours dans son pays, au WXV.
En 2024, son équipe termine troisième du Super Rugby Aupiki et ne peut défendre son titre. Elle est appelée avec les Black Ferns pour la Pacific Four Series puis le WXV,.

## Palmarès

### En franchise, province et scolaire
- Vainqueur du Championnat de Nouvelle-Zélande scolaire en 2016.
- Vainqueur de la Farah Palmer Cup en 2022.
- Vainqueur du Super Rugby Aupiki en 2023.
- Finaliste du Super Rugby Aupiki en 2025.

### En équipe nationale
- Vainqueur de la Coupe du monde en 2021.
- Vainqueur de la Pacific Four Series en 2022, 2023 et 2025.